# Telamminidae
Telamminidae es una familia de foraminíferos bentónicos de la superfamilia Psammosphaeroidea, del suborden Saccamminina y del orden Astrorhizida. Su rango cronoestratigráfico abarca desde el Silúrico hasta la Actualidad.

## Discusión
Clasificaciones previas incluían Telamminidae en la superfamilia Hormosinoidea, así como en el suborden Textulariina del Orden Textulariida, o bien en el Orden Lituolida.

## Clasificación
Telamminidae incluye a los siguientes géneros:
- Metamorphina †
- Ropostrum
- Telammina
- Tumidotubus

Otros géneros inicialmente asignados a Telamminidae y actualmente clasificados en otras subfamilias son:
- Aggerostramen, ahora en la subfamilia Lacustrinellidae